# Нойвуйшке

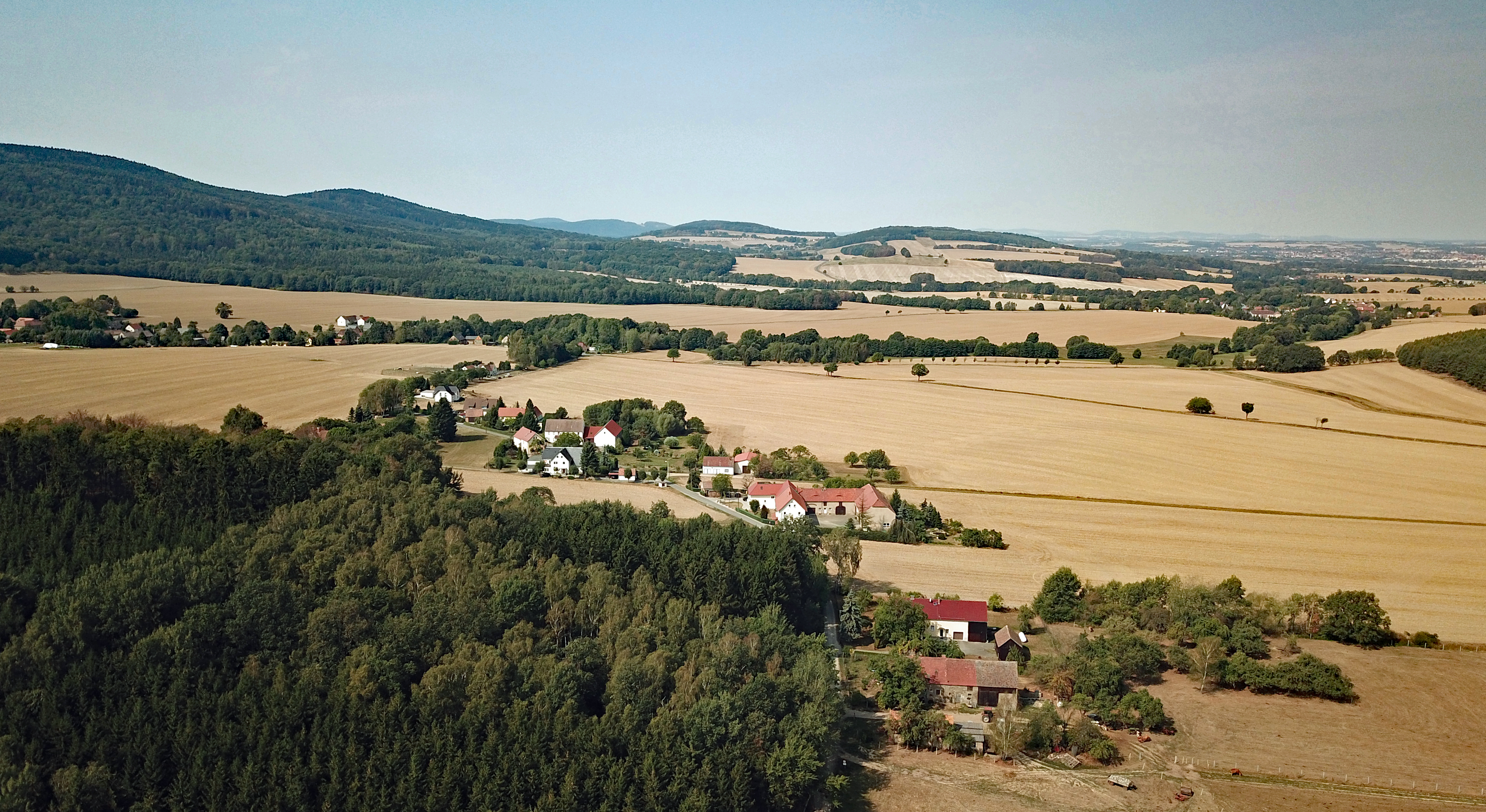

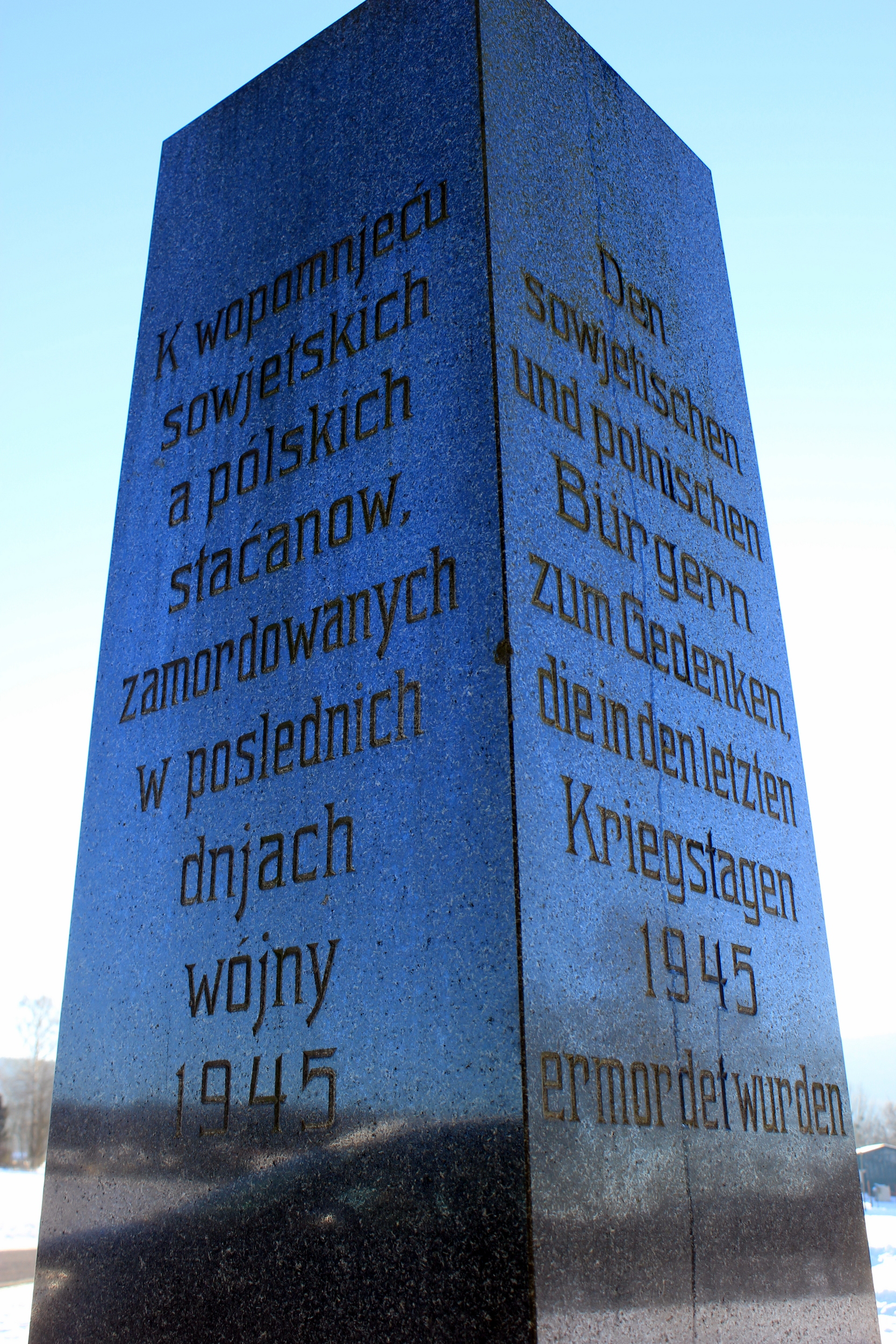
Памятник польским и советским воинам, убитым в последние дни войны 1945

Но́йвуйшке или Но́вы-Ву́ежк (нем. Neuwuischke; в.-луж. Nowy Wuježk) — деревня в Верхней Лужице, Германия. Входит в состав коммуны Хохкирх района Баутцен в земле Саксония. Подчиняется административному округу Дрезден.

## География
Располагается на юго-запад от административного центра коммуны Хохкирх у подножия холма Чорнебох (Czorneboh, Čornobóh, 555 м.).
Соседние населённые пункты: на северо-востоке — административный центр коммуны Хохкирх и юго-западе — деревня Вуежк-под-Чорнобогом.

## История
Основана в первой половине 19 века. Самое старое здание датируется 1837 годом. До 1936 года входила в состав коммуны Вуйшке. В 1936 году вместе с деревней Вуйшке вошла в современную коммуну Хохкирх.
В апреле 1945 года в лесу на юго-восток от деревни были расстреляны 85 советских и польских военнослужащих. На месте братской могилы, обнаруженной в 1961 году, был установлен в 1962 году мемориальный обелиск на дороге в сторону деревни Вуйшке.
В настоящее время деревня входит в состав культурно-территориальной автономии «Лужицкая поселенческая область», на территории которой действуют законодательные акты земель Саксонии и Бранденбурга, содействующие сохранению лужицких языков и культуры лужичан.
Официальным языком в населённом пункте, помимо немецкого, является также верхнелужицкий язык.